# David Owino
David Owino Odhiambo (Nakuru, 5 aprile 1988) è un calciatore keniota, di ruolo difensore.

## Carriera

### Nazionale
Ha esordito in nazionale nel 2012.

## Palmarès

### Club

#### Competizioni nazionali
- Kenyan Premier League: 2

Gor Mahia: 2013, 2014
- Campionato zambiano: 5

ZESCO United: 2014, 2015, 2017, 2018, 2019